# Pontoporeia hoyi
Pontoporeia hoyi is een vlokreeftensoort uit de familie van de Pontoporeiidae. De wetenschappelijke naam van de soort is voor het eerst geldig gepubliceerd in 1874 door S.I. Smith.